# 울프 앨리스
울프 앨리스(영어: Wolf Alice)는 2010년 런던에서 결성한 영국의 얼터너티브 록 밴드이다. 가수 엘리 로셀과 기타리스트 조프 오디가 어쿠스틱 듀오로 결성한 것이 시작이었으며, 2012년부터 베이시스트인 테오 엘리스와 드러머 조엘 에이미가 포함된 4인 체제로 활동하였다.
밴드는 2017년 9월 두 번째 정규 음반 “Visions of a Life”를 발매하였다. 이 음반은 영국 음반 차트에서 2위로 데뷔하였으며, 음악 평단으로부터 찬사를 받았다. 여러 매체에서 선정한 연말 음반 순위에 선정되었으며, 2018년 머큐리상을 수상하였다.

## 역사

### 2010년~2016년: 결성, EP와 “My Love Is Cool”
울프 앨리스는 2010년 엘리 로셀과 조프 오디가 결성한 어쿠스틱 듀오로부터 시작된다. 밴드의 이름은 잉글랜드의 소설가 앤절라 카터가 쓴 단편 소설의 제목에서 따왔다. 이후 밴드의 음악에 일렉트로닉적인 사운드를 넣기 위해 로셀이 어릴 때 친했던 새디 클리어리와 오디의 친구 제임스 DC를 각각 베이시스트와 드러머 역할로 영입한다. 그리고 같은 해 ‘Every Cloud’, ‘Wednesday’, ‘Destroy Me’까지 총 세 곡이 수록된 “Wolf Alice”라는 제목을 붙인 EP를 발매하였다.
2012년, 제임스 DC의 팔목이 부러지면서 조엘 아미가 제임스의 드러머 자리를 메꾸기 위해 임시적으로 들어왔으나, 후에 정식 구성원이 된다. 또 같은 해에 클리어리도 학업에 집중하고 싶다는 이유로 밴드를 떠났고, 테오 엘리스가 2012년 말 베이시스트로 영입된다. 밴드는 사운드클라우드에 ‘Leaving You’라는 노래를 무료 다운로드 할 수 있도록 하였다. 노래가 발매된 후에는 4인조 인디 록 밴드 피스와 함께 투어를 진행하였다. 2013년 2월 체스 클럽 레이블을 통하여 첫 피지컬 싱글 ‘Fluffy’를 발매하였다.
울프 앨리스는 두 번째 싱글 ‘Bros’를 5월에 체스 클럽 레코드를 통해 발매하였다. ‘Bros’는 로셀이 쓴 첫 노래들 중 하나이며, 이후 드레스드 라이크 울브스나 데드 뉴 블러드와 같은 밴드의 투어에 참여하였다. 2013년 10월, 울프 앨리스는 첫 정규 EP인 “Blush”를 발매하였다.
2015년 2월 말, 울프 앨리스는 첫 정규 음반 “My Love Is Cool”을 발매할 것이라고 발표하고, 리드 싱글 ‘Giant Peach’를 공개하였다. 4월에는 새로운 버전의 ‘Bros’를 두 번째 싱글로 발매하였다. 6월 10일에는 새 트랙 ‘You're a Germ’을 공개하였다. “My Love Is Cool”은 6월 22일 공개되어 영국 음반 차트에서 2위로 데뷔하였으며, 평단으로부터 좋은 평가를 받았다.

### 2017년~2020년: “Visions of a Life”와 머큐리상
2017년 6월, 울프 앨리스는 정규 2집 “Vision of a Life”의 리드 싱글 ‘Yuk Foo’를 발매하였다. 이후 밴드는 ‘Don't Delete the Kisses’, ‘Beautifully Unconventional’과 ‘Heavenward’까지 세 곡의 싱글을 음반을 발매하기 전까지 공개하였다. 또한 2018년에는 ‘Formidable Cool’, ‘Sadboy’, ‘Space & Time’을 싱글로 발매하였다.
2018년에 걸쳐 밴드를 투어를 돌았으며, 푸 파이터스나 퀸스 오브 더 스톤 에이지의 투어에 참여하였다. 또한 2018년 6월 29일에 진행된 리암 갤러거의 콘서트에도 참여하였다.
2018년, “VIsions of a Life”가 2018년 머큐리상을 수상하였다.

### 2021년~현재: “Blue Weekend”
2021년 2월 15일, 밴드의 웹사이트에서 ‘The Last Man on Earth’가 재생되었다. 2021년 2월 22일 밴드는 싱글 ‘THe Last Man on Earth’를 2021년 2월 24일에 발표할 것이라고 하였으며, BBC 라디오 1 중 애니 맥의 쇼에서 처음 공개될 것이라고 발표하였다. 이후 세 번째 정규 음반 “Blue Weekend”가 2021년 6월 11일에 발매될 것이라고 발표하였다. 두번째 싱글인 ‘Smile’이 2021년 4월 20일에 발매되었다.

## 음악 스타일 및 영향
밴드의 초기 음악 스타일은 포크의 색채를 더한 팝이었지만, 현재에는 록 장르의 음악을 한다. 클래시는 밴드를 "포크와 그런지의 사생아"라고 표현하였다. 싱글 ‘Fluffy’에서 밴드는 엘라스티카나 홀과 같은 밴드와 많이 비유가 되었으며, B사이드였던 ‘White Leather’는 디 엑스엑스와 많은 비교가 이루어졌다. 록스러운 팝(rocky pop)이라고 밴드의 음악을 표현하기도 한다. 데일리 텔레그래프는 울프 앨리스의 데뷔 음반을 수준높다고 언급하였다.
인터뷰에서, 밴드는 비틀즈, 수지 앤 더 밴시스, 블러, 코트니 러브를 좋아한다고 밝혔다.

## 밴드 멤버
현재
- 엘리 로셀 - 리드 보컬, 기타, 키보드, 신시사이저
- 조프 오디 - 기타, 바이올린, 신시사이저, 보컬
- 테오 엘리스 - 베이스, 신시사이저, 보컬
- 조엘 에이미 - 드럼, 신시사이저, 보컬

과거
- 새디 클리어리 - 베이스
- 제임스 DC - 드럼

## 음반 목록
- My Love Is Cool (2015)
- Visions of a Life (2017)
- Blue Weekend (2021)